# So Pure
«So Pure» es una canción de rock escrita y producida por Alanis Morissette y Glen Ballard para el cuarto álbum de Morissette Supposed Former Infatuation Junkie (1998). Fue lanzado el 14 de junio de 1999 como el cuarto sencillo del álbum. Una línea en la canción, "Supposed former infatuation junkie", inspiró el título de su álbum. El sencillo fue lanzado en las estaciones de radio en EE. UU. el 29 de junio y tuvo poca difusión, donde no alcanzó los 20 primeros puestos del Adult Top 40 y Top 40 charts Mainstream del Billboard. "So Pure" no entró en la lista del Billboard hot 100 de EE. UU. 

## Lista de canciones
CD 1
1. «So Pure» (álbum versión) – 2:49
2. «I Was Hoping» (acoustic modern rock live) – 4:34
3. «So Pure» (Pure Ecstacy extended mix) – 6:04

CD 2
1. «So Pure» (álbum versión) – 2:49
2. «Would not come» (live)
3. «So Pure» (acoustic modern rock live) – 2:42

U.S. Promo
- Radio Friendly Remix
- Pure Ecstasy Mix
- Álbum Versión

Japón
1. «So Pure» (álbum versión) – 2:49
2. «Your House» (BBC/Radio One live)
3. «London» (Bridge School Benefit live)

## Posicionamiento
| Listas (1999)                    | Posicionamiento |
| -------------------------------- | --------------- |
| UK Singles Chart                 | 38              |
| U.S. Billboard Adult Top 40      | 25              |
| U.S. Billboard Top 40 Mainstream | 38              |